# Stříbrník (přírodní památka, okres Liberec)
Stříbrník je přírodní památka v katastrálním území Žibřidice západně od obce Křižany v okrese Liberec v Libereckém kraji. Nalézá se na vrcholu čedičového vrchu Stříbrník (510 m n. m.). Chráněné území je ve správě Krajského úřadu Libereckého kraje.

## Předmět ochrany
Důvodem ochrany je zachování vypreparovaného vrcholu čedičové kupy, tvořeného zbytkem sopouchu se třemi morfologicky výraznými, samostatně vzniklými a vůči sobě paralelně posunutými vrcholy. Kromě ukázky složité tektonické stavby čedičového tělesa, projevující se mj. klasicky vyvinutou sloupcovou odlučností, jsou předmětem ochrany i doprovodné fenomény třetihorního vulkanismu – tufové aglomerace a kontaktní metamorfózy pískovců a slínovců.

### Geologie a mineralogie

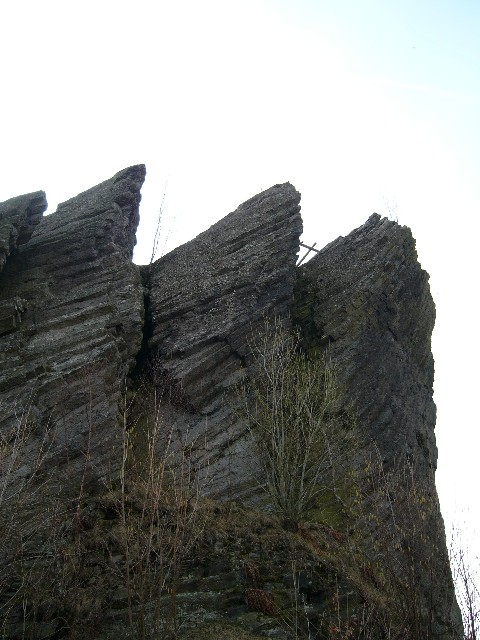
Vrcholové partie Stříbrníku

Těleso je tvořeno slabě olivinickým, nefelinickým bazanitem.  V podloží se nacházejí svrchnokřídové pískovce české křídové tabule. Pozoruhodný geologický útvar, který je tvořen spojením neovulkanických sopouchů s několika navzájem posunutými částmi žilného tělesa, vznikl v důsledku tektonického porušení těchto pískovců. Hornina místy obsahuje až 3 cm velké vyrostlice agregátů rhönitu, které vznikly přeměnou krystalů amfibolu.

## Dostupnost
Podél východního úpatí Stříbrníku prochází z Žibřidic do Útěchovic zeleně značená turistická cesta, z níž od rozcestí Pod Stříbrníkem vede odbočka k vrcholu. Po stejné cestě kolem vrchu Stříbrník vede též cyklostezka č. 3046. Ze zpřístupněné vrcholové skalky je kruhový rozhled na Ralsko a Ještěd a větší část Lužických hor.
Území není příliš zatíženo turistickým ruchem, v rámci volnočasových aktivit přichází v úvahu jeho využití v rámci geocachingu, v žádném případě ale ne pro horolezeckou činnost.